# Sophonisba Breckinridge
Sophonisba Preston Breckinridge (Lexington, 1º aprile 1866 – Chicago, 30 luglio 1948) è stata un'attivista, educatrice e avvocato statunitense.
Il suo lavoro fu fondamentale per la creazione di una disciplina accademica dedicata al tema del servizio sociale.

## Biografia
Sophonisba nacque all'interno di una famiglia con un'affermata tradizione di impegno politico. Il suo bisnonno John Breckinridge fu procuratore generale degli Stati Uniti e suo cugino John C. Breckinridge vicepresidente per James Buchanan, mentre suo padre fu deputato del Congresso per il Partito Democratico.
Nel 1884 iniziò gli studi in matematica presso il Wellesley College. Dopo la laurea, conseguita nel 1888 insegnò in una scuola superiore di Washington fino al 1890, guando decise di tornare nella sua città natale per studiare legge insieme al padre. Nel 1892 fu la prima donna a essere ammessa all'ordine degli avvocati del Kentucky. Tuttavia, nonostante il riconoscimento professionale ufficiale, la società del tempo non era ancora pronta ad accettare l'idea di un avvocato donna, e di fronte alle difficoltà nel trovare una clientela Breckinridge scelse di tornare a studiare.
Nel 1901 fu la prima donna a ottenere un dottorato in scienze politiche nell'Università di Chicago e nel 1904 conseguì la laurea in giurisprudenza presso lo stesso ateneo, anche in questo caso essendo la prima donna a ottenere il titolo.
Dal 1902 al 1942 ricoprì diversi ruoli all'interno dell'Università di Chicago, lavorando sia come docente che come preside di facoltà. Nel 1933 le fu conferito il titolo di professore emerito. Nello stesso anno fu la prima donna a rappresentare gli Stati Uniti in un congresso internazionale, partecipando come delegata alla conferenza panamericana di Montevideo.
Pubblicò numerosi libri di scienze sociali e fondò, nel 1927, la rivista accademica Social Service Review.

## Contributo accademico
Nel corso della sua carriera, Breckinridge lavorò per la professionalizzazione e la creazione di standard accademici più rigorosi nell'ambito del servizio sociale. Il suo impegno fu fondamentale per l'istituzione, nel 1920, della Graduate School of Social Service and Administration, un dipartimento dell'Università di Chicago interamente dedicato all'argomento. Qui, insieme a Edith Abbott, sviluppò un approccio allo studio del servizio sociale orientato verso la ricerca accademica e la politica pubblica, attraverso lo sviluppo di curriculum accademici con un taglio interdisciplinare e una forte impronta pratica.

## Impegno politico
Accanto alla carriera accademica, Sophonisba Breckinridge fu anche un'attivista nel campo della giustizia sociale. Dal 1907 al 1921 passò tutte le estati presso la Hull House, una sorta di centro sociale creato in un distretto popolare di Chicago da un gruppo di donne riformiste. Il centro forniva svariati programmi educativi, sociali e artistici, oltre che infrastrutture comuni come una palestra, una biblioteca, un auditorium, bagni e cucine pubbliche. Qui Beckinridge, grazie alla sua laurea in giurisprudenza, divenne il punto di riferimento per le questioni legali e sviluppò ulteriormente i suoi interessi verso il suffragio femminile e la pace mondiale.
Nel 1911 fu eletta, insieme a Jane Addams della Hull House, vicepresidente della National American Woman Suffrage Association. Prese parte agli scioperi delle lavoratrici del settore tessile di Chicago del 1911 e 1915 e contribuì all'istituzione della Chicago Women's Trade Union League. Sempre nel 1915 partecipò come delegata al Congresso Internazionale delle Donne, dove fu tra le fondatrici della Women's International League for Peace and Freedom.
Breckindridge fu anche una sostenitrice dei diritti degli afro-americani e fu tra i fondatori della sezione di Chicago della National Association for the Advancement of Colored People.

## Opere
- The Delinquent Child and the Home, 1912 (con Edith Abbott)
- Public Welfare Administration, 1927
- Women in the Twentieth Century, 1933
- The Family and the State, 1934